# Anopinella carabayana
Anopinella carabayana là một loài bướm đêm thuộc họ Tortricidae. Loài này có ở Peru.
Chiều dài cánh trước khoảng 7.5 mm.